# Ruta del te i els cavalls
La ruta del te i els cavalls va ser una ruta comercial entre Lhasa (Tibet) i la zona productora de te a Sichuan a la Xina. Aquesta ruta que creua l'altiplà del Tibet supera, en alguns passos, altures de 5.000 msnm. La ruta, transportant te cap a Lhasa i cavalls en el sentit contrari, estigué activa fins a mitjan segle xx. El primer tram de la ruta entre Yaan i Kangding a la Xina, on el te era transportat per portadors trigava uns 20 dies. Les càrregues transportades superaven sovint el pes del mateix portador, homes i dones portaven fins a 135 quilos. Ancestralment cada quilo de te transportat era recompensat amb un quilo d'arròs.
A Kangding, el te era cuit a uns 550 °C, embolicat en paquets impermeables, protegeixi amb pell de iac, i carregat en caravanes que trigaven 3 mesos a arribar a Lhasa.
Segons antigues tradicions, l'afecció dels tibetans pel te es remunta al segle vii de la nostra era, introduït per l'esposa xinesa del monarca tibetà. El te utilitzat en el Tibet és la varietat més rústica de la Camellia sinensis. En realitat els blocs de te enviats es preparen, fins als nostres dies, amb les tiges, les branques i les fulles més grans, cosa que el fa més amarg.
A partir del segle xviii les rajoles de te es van convertir en moneda de canvi, al segle xii el comerç arribava anualment fins milions de quilos que es bescanviaven per uns 25.000 cavalls per a l'exèrcit xinès.